# 25 Piscium
25 Piscium är en blåvit stjärna i huvudserien i Fiskarnas stjärnbild.
Stjärnan har visuell magnitud +6,28 och är svagt synlig enbart vid mycket god seeing. 25 Piscium befinner sig på ett avstånd av ungefär 410 ljusår.